# Возианова, Ирина Леонидовна
Ирина Леонидовна Возианова (род. 20 апреля 1942, Москва) — советская артистка балета, преподаватель, тренер по художественной гимнастике. Солистка балетной труппы Большого театра (1962—1983).

## Биография
Родилась 20 апреля 1942 года в Москве. Окончила Хореографическое училище при Большом театре.
С 1962 по 1983 год была солисткой балетной труппы Большого театра. Исполнила более 20 ролей в крупнейших постановках, в том числе главную роль в первом составе Вакхического этюда «Скрябинианы».
После окончания карьеры в балете, с 1983 по 1993 год преподавала художественную гимнастику в ДЮСШ Олимпийского резерва Свердловского района Москвы.
В 2013 году стала одной из 73 авторов книги «Последние свидетели Великой Отечественной».

## Партии
- «Бахчисарайский фонтан» — Танец с колокольчиками
- «Дон Кихот» — Жуанитта, Пиккилия, Первая вариация, Четыре дриады
- «Жизель» — Подруга Жизели, Па-де-де
- «Золушка» — Три апельсина и арап
- «Лебединое озеро» — Невесты, Па-де-труа, Польская невеста, Четыре лебедя, Шесть лебедей[5]
- «Легенда о любви» — Подруга Ширин
- «Подпоручик Киже» — Барабанщик, Перья
- «Ромео и Джульетта» — Шуты
- «Скрябиниана» — Вакхический этюд
- «Спящая красавица» — Фея Бриллиантов, Фея Золота, Фея Сапфиров
- «Шопениана» — Исполнитель
- «Щелкунчик» — Фриц (брат Мари, Маши, Клары), Чертовка

## Фильмография
- 1969 — Гамлет — Мысли
- 1971 — Спящая красавица — Фея Золота[6]